# Shahar Isaac
Shahar Isaac (Haifa, Israel, febrero de 1993) es un actor israelí-estadounidense conocido por su papel en Simón Pedro en la  serie histórica The Chosen (2019).

## Biografía
Shahar Isaac nació en la localidad israelí de Haifa (1993), en el seno de una familia judía, y posteriormente se trasladó a Estados Unidos donde abrazó el cristianismo.Allí completó su maestría en Bellas Artes en la Universidad Rutgers en Nueva Jersey, consolidando su pasión y compromiso con el arte en múltiples formas.
Tras graduarse, Isaac se dedicó a su pasión por la actuación, apareciendo en diversas producciones teatrales y programas de televisión como Person of Interest y Madam Secretary, antes de conseguir su papel revelación en The Chosen. Su interpretación del discípulo Simón Pedro le valió un amplio reconocimiento.

## Referencias

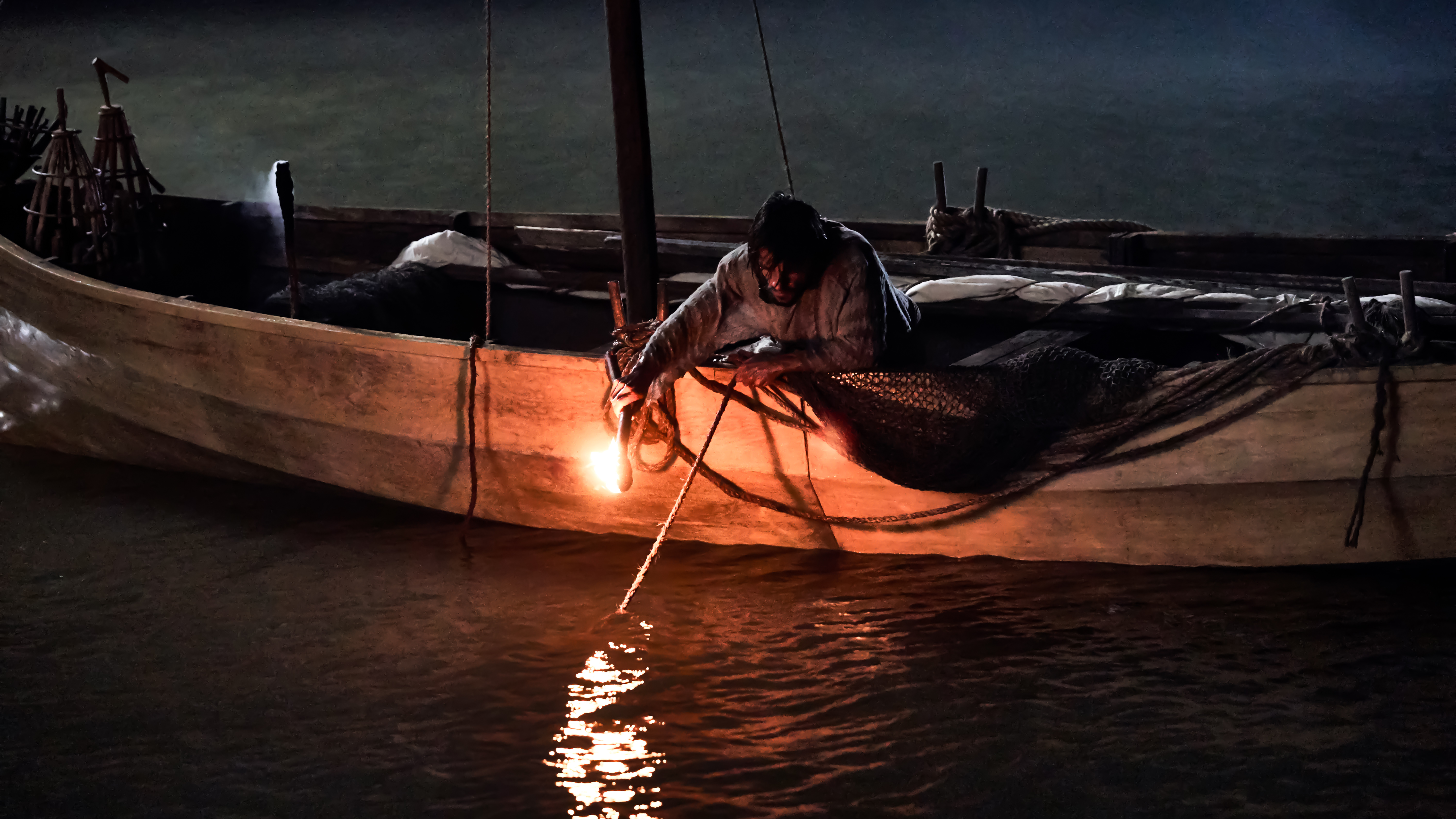
Shahar Isaac en su papel de Simón Pedro pescando durante la noche.